# Gobu
Qobu (en azerí: Qobu) es una localidad de Azerbaiyán, en el raión de Absherón.
Se encuentra a una altitud de 50 m sobre el nivel del mar. 

## Demografía
Según estimación 2010 contaba con 9999 habitantes.